# Heidufer
Heidufer ist eine Ortslage in der bergischen Großstadt Solingen.

## Geographie
Heidufer liegt an einem nördlichen Talhang des Lochbachtals im äußersten Süden des Solinger Stadtteils Wald, unmittelbar an der Grenze zu Merscheid. Der Ort, der aus nur einem Haus besteht, befindet sich an einer Stichstraße nördlich der Lochbachstraße, die von der Lilienstraße bzw. dem Fuchsweg abzweigt. Im Westen liegen Tiefendick und der katholische Friedhof Rosenkamper Straße, nördlich Wiedenkamp sowie der Walder Ortskern. Im Osten befinden sich Mummenscheid und die Scheider Mühle, südlich liegen die Merscheider Wohngebiete entlang der Buchenstraße. Auf dem Höhenrücken im Süden befindet sich die Merscheider Straße (Landesstraße 141).

## Etymologie
Der Ortsname Heidufer bezeichnet einen Ort, in dessen Umgebung Heidekraut wächst. Die Ortsbezeichnung Heid- kommt als Bestandteil in Ortsnamen mehrfach in Solingen vor, darunter auch in Heide, Heider Hof oder I. und II. Heidberg. Der Wortteil -ufer bezeichnet eine Böschung bzw. einen Hang, die nicht zwangsläufig das Vorhandensein von Wasser voraussetzen. Heidufer ist demnach ein mit Heidekraut bewachsener Hang.

## Geschichte
Heidufer entstand wahrscheinlich in der zweiten Hälfte des 19. Jahrhunderts, in der Topographischen Karte des Regierungsbezirks Düsseldorf von 1871 ist der Ort noch nicht verzeichnet. Er erscheint erstmals in der Ausgabe 1893 des Messtischblatts Solingen der amtlichen Topografischen Karte 1:25.000 auf Kartenwerken.
Nach Gründung der Mairien und späteren Bürgermeistereien Anfang des 19. Jahrhunderts gehörte der Ort zunächst zur Bürgermeisterei Merscheid, die 1856 zur Stadt erhoben und im Jahre 1891 in Ohligs umbenannt wurde. Die Gemeinde- und Gutbezirksstatistik der Rheinprovinz führt den Ort 1871 mit vier Wohnhäusern und 27 Einwohnern auf. Im Gemeindelexikon für die Provinz Rheinland von 1888 werden für Heidufer vier Wohnhäuser mit 20 Einwohnern angegeben.
Zum 30. August 1893 fanden zwischen den Gemeinden Wald und Ohligs im Ortsbereich des Lochbachtales Grenzkorrekturen statt. So gelangten Heidufer, Tiefendick und das nahegelegene Scheuer unter die Verwaltung der Bürgermeisterei Wald. 1895 besitzt der Ortsteil vier Wohnhäuser mit 19 Einwohnern, 1905 drei Wohnhäuser und 15 Einwohner.
Mit der Städtevereinigung zu Groß-Solingen im Jahre 1929 wurde Heidufer ein Ortsteil Solingens.